# Alcalá de los Gazules
Alcalá de los Gazules (Provinz Cádiz) ist eine Stadt in Andalusien (Spanien) in der Comarca La Janda, die 167 Meter über dem Meeresspiegel in einer gebirgigen Region 62 Kilometer östlich der Provinzhauptstadt Cádiz liegt. Sie wird auch als Tor zum Korkeichen-Naturpark „Los Alcornocales“ bezeichnet. Seit 2005 befindet sich dort die Naturparkverwaltung mit einem Besucher- und Informationszentrum.

## Geschichte
Felsenmalereien in der Nähe des Ortes zeugen von der frühen Besiedlung des Gebiets. Zur Römerzeit gab es in der Nähe eine Siedlung namens Lascuta, bekannt geworden durch die dort gefundene „Bronze von Lascuta“ aus dem Jahre 189 v. Chr. Aus westgotischer Zeit sind ebenfalls Spuren erhalten und nach der Eroberung durch die Mauren erhielt der Ort den Namen Qalat at Yazula, d. h. „Burg der Gazules“, wobei der Zusatz sich auf eine Familie gleichen Namens bezieht. 1264 wird die Ortschaft von Alfonso X. el Sabio (dem Weisen) erobert und fortan „Alcalá de los Gazules“ genannt.
Später gehörte die Ortschaft dem Geschlecht Ribera, den Herzögen von Alcalá, die im Wesentlichen für die Errichtung der heute noch erhaltenen historischen Gebäude verantwortlich sind. Die maurische Burganlage wurde im Spanischen Unabhängigkeitskrieg (1808–1814) gesprengt. 1876 erhielt der Ort von Alfons XII. die Stadtrechte verliehen und 1985 wurde Alcalá unter Denkmalschutz gestellt.

## Bevölkerungsentwicklung
Quelle: INE-Archiv – grafische Aufarbeitung für Wikipedia

## Sehenswürdigkeiten
- Pfarrkirche San Jorge (vom 14. bis 16. Jahrhundert erbaut, gotischer Stil mit barockem Interieur; ein Sockel aus der Westgotenzeit ist erhalten)
- Convento de Santa Clara (ein Klosterbau aus dem 16./17. Jahrhundert)
- Iglesia de Santo Domingo (spätgotische Kirche aus dem 16. Jahrhundert)
- Casa del Cabildo (das alte Rathaus wurde Mitte des 16. Jahrhunderts erbaut und kürzlich restauriert)
- Maurische Burg und Stadtmauer: am Plaza San Jorge sind nur noch wenige Reste der einstigen Burganlage zu sehen. Sie wurde im Spanischen Unabhängigkeitskrieg (1808–1814) fast vollständig zerstört.
- Santuario Nuestra Señora de los Santos (die Wallfahrtskirche wurde im 14. Jahrhundert gegründet und im 17. Jahrhundert ausgebaut. Sie befindet sich fünf Kilometer vom Stadtkern entfernt)
- Besucher- und Informationszentrum des Korkeichen-Naturparks (an der Autobahn Jerez–Los Barrios gelegen, Ausfahrt Alcalá)